# Objokovanje (Correggio)
Objokovanje Kristusa (znano tudi kot Polaganje) je slika olje na platnu italijanskega renesančnega umetnika Correggia iz okoli leta 1524 in shranjena v Galleria Nazionale v Parmi v Italiji.

## Zgodovina
Delo je eno od platen, ki jih je naročil parmski plemič Placido Del Bono za kapelo v cerkvi sv. Janeza Evangelista v Parmi. Omenja jih (čeprav napačno pripisana mestni stolnici) poznorenesančni umetniški biograf Giorgio Vasari v prvi izdaji svojih Življenj umetnikov (1550).

## Opis
Delo prikazuje skupno temo objokovanja Kristusa, pri čemer je Jezus upodobljen takoj po odstranitvi s križa, obkrožen z ljudmi, ki so ga imeli radi v življenju. Med njimi so Janez, ki podpira od bolečine zdrobljeno Devico Marijo, Marija Magdalena, ki joče pri Jezusovih nogah, in v ozadju Nikodem s kleščami, s katerimi je Kristusu odstranil žeblje. To je tema, ki je priljubljena v ljudski pobožnosti že od srednjega veka, saj je vernikom omogočala, da so se identificirali in sodelovali v bolečini za Jezusovo daritev.
Kompozicija prizora je bila spretno zasnovana tako, da je gledana s poševnega kota, upoštevajoč zorni kot opazovalca, ki je bil ob vhodu v kapelo. Platno je organizirano po diagonali, ki jo nakazuje Kristusovo telo, ki počiva v naročju omedlele Matere, ki jo podpira mladi sveti Janez. Perspektivna podaljška krepi močno dramsko dinamiko figur (z Marijo kot nepozabno protagonistko).
Tu umetnik zaznamuje nadaljnji razvoj v raziskavah, posvečenih upodobitvi »gibov duše«, ki so Correggia začele zanimati od drugega desetletja 16. stoletja.
Na splošno lahko rečemo, da je bilo Objokovnje tudi vzor umetnikom 17. stoletja, kot je Annibale Carracci, ki je njen patos znal razviti v baročni smeri.